# Las naturalny
Las naturalny – las, który powstał w sposób całkowicie naturalny, bez jakiejkolwiek ingerencji człowieka. 
Żyje tylko dzięki naturalnym procesom przyrodniczym. Człowiek może z niego korzystać (np. czerpać drewno) tylko w takim stopniu, który nie spowoduje niekorzystnych zmian (szczególnie w składzie gatunkowym organizmów). Taki las cechuje duża odporność biologiczna.
Za ostatni las naturalny na Niżu Europejskim uchodzi Puszcza Białowieska.
Zobacz też: Las pierwotny